# Рыка
Рыка — река в России, протекает по Нижневартовскому району Ханты-Мансийского АО. Устье реки находится в 39 км от устья реки Кысъёган по левому берегу. Длина реки составляет 68 км, площадь водосборного бассейна — 652 км².
В 32 км от устья впадает левый приток Большая Рыка.

## Данные водного реестра
По данным государственного водного реестра России относится к Верхнеобскому бассейновому округу, водохозяйственный участок реки — Вах, речной подбассейн реки — бассейн притоков (Верхней) Оби от Васюгана до Ваха. Речной бассейн реки — (Верхняя) Обь до впадения Иртыша.
Код объекта в государственном водном реестре — 13011000112115200037845.